# 里夫涅 (塔魯季涅區)
46°20′41″N 29°13′32″E / 46.34472°N 29.22556°E
里夫內（烏克蘭語：Рівне）是位於烏克蘭西南部的村莊，由敖德萨州博爾赫拉德區的博羅迪諾市鎮負責管轄。該村始建於1909年，面積1.12平方公里，海拔高度78米，2001年人口478，人口密度每平方公里426.79人。